# オセロ (リード)
アルフレッド・リードの『オセロ』（Othello）は、ウィリアム・シェイクスピアの『オセロー』のために作曲された劇付随音楽、およびそれを基にした演奏会用組曲である。

## 概要
マイアミ大学音楽学校 (Frost School of Music) の教授を務めていたリードは、同大学のジェリー・ハーマン・リング劇場 (Jerry Herman Ring Theatre) からの委嘱を受け、1974年に上演されるウィリアム・シェイクスピアの悲劇『オセロー』のために、16人の金管楽器奏者と3人の打楽器奏者で演奏される14曲からなる劇付随音楽を作曲した。
現在、劇場版の自筆譜の所在は不明である。

## 組曲版

### 金管アンサンブル版
リードは劇音楽から5曲を選んで組曲にまとめた。最初に作られた組曲は、劇場版に近いものと見られ、個々の楽章の長さや終わり方など展開が後述する吹奏楽版とは異なる。この古い組曲は、演奏された記録はあるものの出版には至っておらず、自筆譜の所在も不明である。
2001年に『オセロ〜金管アンサンブルのための5つの場面による交響的描写』（Othello, A Symphonic Portrait in Five Scenes for Brass Ensemble after Shakespeare）が新たに書かれ、2002年に、アメリカのマスターズ・ミュージック (Masters Music Publications) から出版された。終楽章が数小節短いのを除き吹奏楽版と同じ展開になっており、前述の古い組曲ではなく、吹奏楽版を基に新たにまとめ直されたものと考えられる。

### 吹奏楽版
1973年に亡くなったウォルター・ビーラー（Walter Beeler）を記念するウォルター・ビーラー記念委嘱シリーズの1曲として、上述の古い組曲と同じ曲目からなる吹奏楽組曲に改編され、『オセロ〜5つの場面によるコンサートバンドまたはウィンドアンサンブルのための交響的描写』（Othello, A Symphonic Portrait for Concert Band / Wind Ensemble in Five Scenes (after Shakespeare)）として、1977年10月12日にリードの指揮、イサカ大学コンサートバンドの演奏で初演された。
楽譜は1977年にアメリカのピードモント（Piedmont Music Company）から出版され、エドワード・マークス (Edward B. Marks Music Corporation) から販売された。

## 編成
金管アンサンブル版（劇場版）
| 木管 | 木管 | 金管 | 金管 | 弦・打 | 弦・打    |
| ---- | ---- | ---- | ---- | ------ | --------- |
| Fl.  |      | Tp.  | 4    | Cb.    |           |
| Ob.  |      | Hr.  | 4    | Timp.  |           |
| Fg.  |      | Tbn. | 4    | 他     | 3 players |
| Cl.  |      | Bar. | 2    | 他     | 3 players |
| Sax. |      | Tub. | 2    | 他     | 3 players |

吹奏楽版（組曲）
| 木管 | 木管                               | 金管  | 金管     | 弦・打 | 弦・打                                                           |
| ---- | ---------------------------------- | ----- | -------- | ------ | ---------------------------------------------------------------- |
| Fl.  | 2, Picc. (Fl.持ち替え)             | Crnt. | 2, Tp. 4 | Cb.    | ●                                                                |
| Ob.  | 2, C.A.                            | Hr.   | 4        | Timp.  | ●                                                                |
| Fg.  | 2, Cfg. (opt.)                     | Tbn.  | 4        | 他     | S.D., T.D., B.D., Cym., Gong, Glocken., Xylo., Vib., Chime, Tri. |
| Cl.  | 3, E♭, Alto, Bass, C-Bass          | Bar.  | ●        | 他     | S.D., T.D., B.D., Cym., Gong, Glocken., Xylo., Vib., Chime, Tri. |
| Sax. | Alt. 2 Ten. 1 Bar. 1 Bass 1 (opt.) | Tub.  | ●        | 他     | S.D., T.D., B.D., Cym., Gong, Glocken., Xylo., Vib., Chime, Tri. |

金管アンサンブル版（出版譜）
| 木管 | 木管 | 金管  | 金管     | 弦・打 | 弦・打                                                           |
| ---- | ---- | ----- | -------- | ------ | ---------------------------------------------------------------- |
| Fl.  |      | Crnt. | 2, Tp. 4 | Cb.    |                                                                  |
| Ob.  |      | Hr.   | 4        | Timp.  | ●                                                                |
| Fg.  |      | Tbn.  | 4        | 他     | S.D., T.D., B.D., Cym., Gong, Glocken., Xylo., Vib., Chime, Tri. |
| Cl.  |      | Bar.  | 2        | 他     | S.D., T.D., B.D., Cym., Gong, Glocken., Xylo., Vib., Chime, Tri. |
| Sax. |      | Tub.  | 2        | 他     | S.D., T.D., B.D., Cym., Gong, Glocken., Xylo., Vib., Chime, Tri. |

## 構成

### 劇付随音楽
前奏曲、幕間音楽、エピローグ、幕引きの音楽からファンファーレまで、大小の計14曲からなる。

### 組曲
5曲からなる。演奏時間はスコアの記載で18分45秒（以下の各曲の演奏時間も同様）。楽譜には各曲にタイトルの他に台本から台詞が引用され、具体的な場面や情景が示されている。
1. 前奏曲（ヴェニス） - Prelude (Venice)
3分
2. 朝の音楽（キプロス） - Aubade (Cyprus)
1分40秒
3. オセロとデズデモナ - Othello and Desdemona
5分40秒
4. 廷臣たちの入場 - Entrance of the Court
3分25秒
5. デズデモナの死、終曲 - The Death of Desdemona, Epilogue
5分

## 楽章ごとの物語
- 第1楽章 前奏曲（ヴェニス）
オセロの名演説、「石を枕に戦ってきた私には、戦場こそ羽毛のベッドなのです！」
- 第2楽章（キプロス）
明け方、副官キャシオーが、オセロの寝床に楽隊を連れて来て目覚めの音楽を演奏させる。楽隊に向かって「‶おはようございます、将軍”とちゃんとご挨拶するのだぞ。」と注意する。
- 第3楽章 オセロとデズデモナ
オセロがデズデモナとのなれそめを告白する。名台詞「私の過去の苦難を彼女は哀しんでくれた。だからこそ私は彼女を愛したのです。」
- 第4楽章 廷臣たちの入場
ヴェニスから到着した議官たちの目の前でオセロがデズデモナを殴り、場は大混乱。それを見ていた悪漢イヤーゴが「あれがヴェニスの獅子か！」と嘲笑いする。壮麗にして激しいマーチ。
- 第5楽章 デズデモナの死、終曲
デズデモナを絞殺した直後、真実を知り愕然とするオセロ。遺体の前で「今私にできることはキスしながら死ぬことだけだ…。」と自殺する…。